# Lévrier Rampur
Pour les articles homonymes, voir Rampur.
Le lévrier Rampur, ou en forme courte le Rampur, est un lévrier originaire de l'ancienne région de Rampur, au nord de l'Inde entre Delhi et Bareilly. 
Il est reconnu par le club canin de l'Inde « Kennel Club of India » (KCI), mais également au Canada par la FCC et par la Société Canadienne d'Enregistrement des Animaux (Ministère de l'Agriculture).

## Description

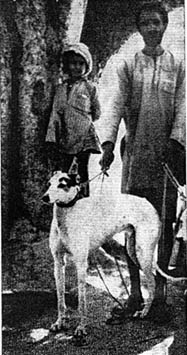
Rampur (1923).

Les couleurs autorisées pour le lévrier Rampur sont : gris-souris, blanc tacheté, bringé, noir (le plus rare et le plus recherché).
Le lévrier Rampur peut couvrir de grandes distances à vitesse élevée ; il dispose donc d'une bonne endurance.

## Histoire

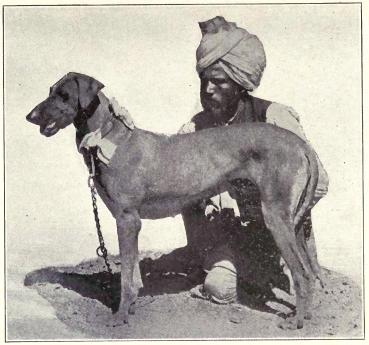
Rampur (1915).

Le lévrier Rampur a été le chien de chasse privilégié des Maharajahs, qui s'en servaient pour chasser le chacal et également le lion, le tigre, le léopard.

## Caractère
Le lévrier Rampur est affectueux avec ses maitres et peut être un bon gardien. Il est doux avec les enfants. 
Il a besoin important d'exercice et donc de beaucoup d'espace. Il n'est pas fait pour vivre en appartement.

## Soins et santé
Race robuste, le lévrier Rapur peut vivre longtemps en bonne santé.

## Sport
Le lévrier Rampur est utilisé notamment pour la chasse traditionnelle au chacal. 